# Atalaya de Arrebatacapas

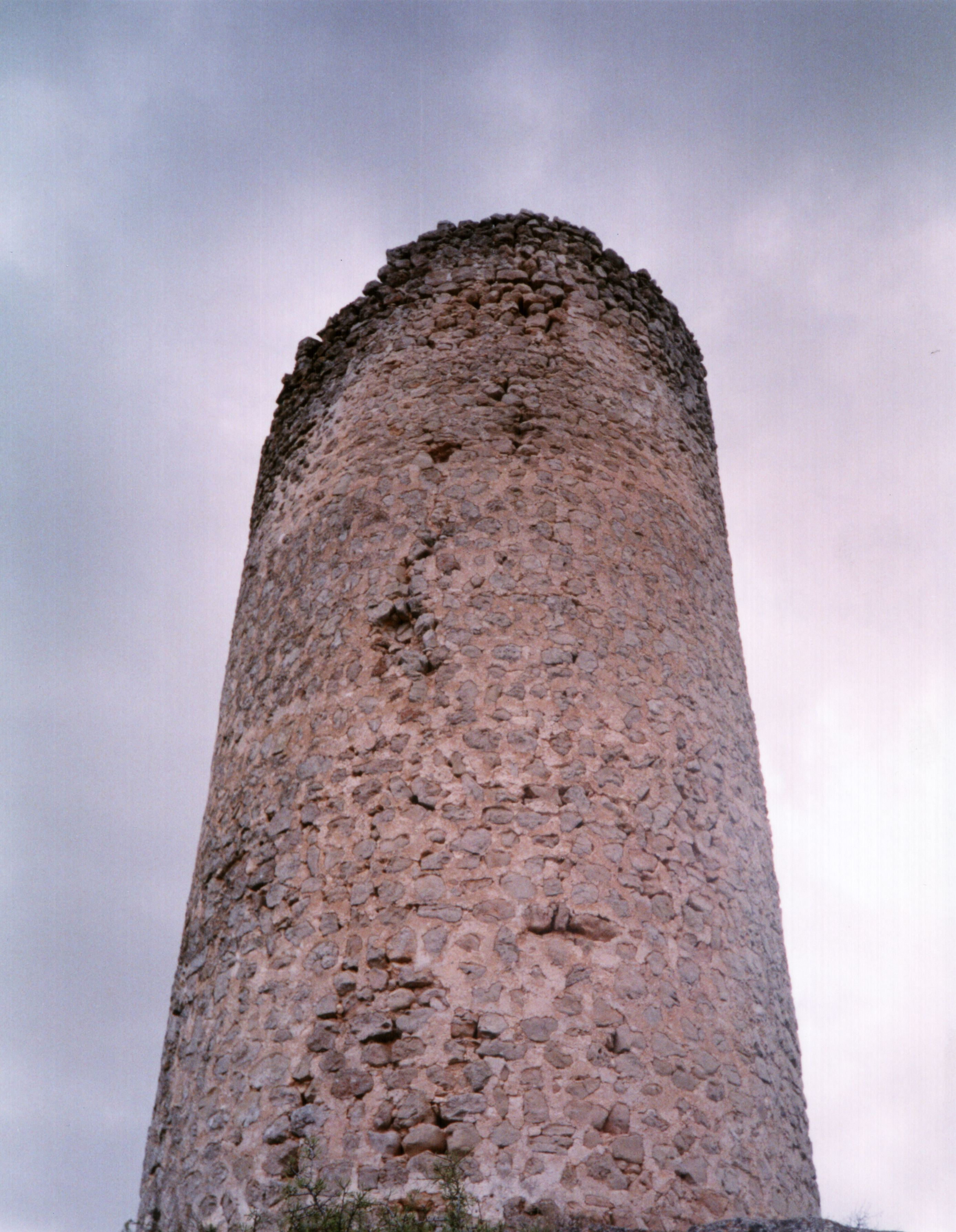
La atalaya de Arrebatacapas, construida hacia el 950.

La atalaya de Arrebatacapas es una atalaya ubicada en el municipio madrileño de Torrelaguna, en el puerto del mismo nombre. Es una de las seis atalayas del Jarama, que constituyeron la red de comunicaciones construida por los musulmanes para la protección de Toledo. Su construcción data de c. de 1000.
Ha sido declarada monumento histórico-artístico en 1983, mediante el real decreto 2863/1983, de 14 de septiembre, tiene la protección del Estado desde el 22 de abril de 1949, y es bien de interés cultural por la ley 16/1985 sobre el patrimonio histórico español. En la actualidad se encuentra parcialmente en ruinas.

## Historia
Las atalayas de la Sierra de Guadarrama eran parte de una red de comunicaciones construida en un territorio al que conocemos como Marca Media de Al-Andalus y que durante el emirato y califato omeya se convirtió en la frontera entre árabes y cristianos. Estas atalayas - entre las que se encuentra la de Arrebatacapas - se construyeron entre el S. IX, durante el emirato de Muhamed I, y X, durante el reinado de Abderramán III.
Este sistema de atalayas estaba localizado en los pasos naturales entre Somosierra y Guadarrama, controlando el acceso a Torrelaguna, Talamanca de Jarama y el valle del Manzanares en torno al paso de los puertos de Navacerrada, Fuenfría y Alto del León, es decir, controlando los tres pasos del Sistema Central: la calzada romana de Talamanca de Jarama, la calzada del puerto de Fuenfría —que aún hoy une Cercedilla y Segovia— y el paso de Somosierra, que pudo ser utilizado por Tariq durante la conquista de 711, aunque se han presentado otras hipótesis acerca de dicha ruta.

## Estructura
Está construida con hiladas de mampostería y argamasa mezclada con piedras para rellenar las rocas.
De estructura cilíndrica aunque con una leve tendencia tronco-cónica, consta de un perímetro exterior de 19 m y una altura aproximada de 12/13 m, aunque en la actualidad presenta uno o dos menos debido a su estado de ruina. Sus cimientos arrancan en la roca viva del terreno, pero se alza sobre una base de 30 cm.
La única entrada está ubicada a unos 2,5 m del suelo. El interior estaba dividido en tres pisos separados por un suelo de madera con un hueco en el que estaba situada una escalera de mano.